# Route européenne 404
Pour les articles homonymes, voir E404 et Route 404.
La route européenne 404 est une route reliant Jabbeke à Zeebruges.